# Kobi Simmons
Kobi Jordan Simmons, né le 4 juillet 1997 à Atlanta en Géorgie, est un joueur américain de basket-ball. Il mesure 1,92 m et évolue au poste de meneur. 

## Biographie

### Carrière universitaire
Entre 2016 et 2017, il joue pour les Wildcats de l'Arizona à l'université d'Arizona.

### Carrière professionnelle

#### Grizzlies de Memphis (2017-2018)
Le 22 juin 2017, il n'est pas sélectionné lors de la draft 2017 de la NBA.
Le 1er juillet 2017, il signe un two-way contract avec les Grizzlies de Memphis.
Il intègre en milieu de saison 2017-2018 l'effectif des Grizzlies de Memphis. Il joue avec eux 33 rencontres à  6,1 points, 1,6 rebond et 2,1 passes de moyenne en 20 minutes. Il n'est pas gardé pour la saison qui suit.
Le 28 août 2018, les Grizzlies mettent fin au contrat de Sommins.

#### Cavaliers de Cleveland (2018-2019)
Le 19 septembre 2018, Simmons signe avec les Cavaliers de Cleveland. Le 13 octobre 2018, il est libéré de l'effectif des Cavaliers.
Le 27 janvier 2019, il revient chez les Cavaliers avec lesquels il joue un match en février 2019. Avant de partir ensuite en G League avec les Charge de Canton où il tourne en 17,1 points, 3,8 rebonds, 3,6 passes de moyenne. 

#### Hornets de Charlotte (2019-2020 puis mars-avril 2023)
Le 16 septembre 2019, les Hornets de Charlotte (NBA) annonce l'avoir recruté. Le 20 octobre 2019, il signe un contrat two-way avec cette même franchise.
Fin mars 2023, il signe à nouveau un contrat two-way aux Hornets de Charlotte.

#### Raptors de Toronto (mars-avril 2024)
En mars 2024, il signe pour 10 jours avec les Raptors de Toronto.

## Palmarès
- McDonald's All American 2016

## Statistiques

### Universitaires
| Saison    | Équipe   | Matchs | Titul. | Min./m | % Tir | % 3pts | % LF | Rbds/m. | Pass/m. | Int/m. | Ctr/m. | Pts/m. |
| --------- | -------- | ------ | ------ | ------ | ----- | ------ | ---- | ------- | ------- | ------ | ------ | ------ |
| 2014-2015 | Arizona  | 37     | 19     | 23,5   | 39,5  | 32,7   | 77,5 | 1,62    | 1,97    | 0,65   | 0,08   | 8,73   |
| Carrière  | Carrière | 37     | 19     | 23,5   | 39,5  | 32,7   | 77,5 | 1,62    | 1,97    | 0,65   | 0,08   | 8,73   |

### Professionnelles

#### Saison régulière
| Saison    | Équipe    | Matchs | Titul. | Min./m | % Tir | % 3pts | % LF  | Rbds/m. | Pass/m. | Int/m. | Ctr/m. | Pts/m. |
| --------- | --------- | ------ | ------ | ------ | ----- | ------ | ----- | ------- | ------- | ------ | ------ | ------ |
| 2017-2018 | Memphis   | 32     | 12     | 20,1   | 42,3  | 28,2   | 100,0 | 1,56    | 2,12    | 0,56   | 0,16   | 6,12   |
| 2018-2019 | Cleveland | 1      | 0      | 1,8    | 0,0   | 0,0    | 0,0   | 0,00    | 0,00    | 0,00   | 0,00   | 0,00   |
| Carrière  | Carrière  | 33     | 12     | 19,5   | 42,3  | 28,2   | 100,0 | 1,52    | 2,06    | 0,55   | 0,15   | 5,94   |

Mise à jour le 12 mars 2020

## Records sur une rencontre en NBA
Les records personnels de Kobi Simmons en NBA sont les suivants, :
| Type de statistique        | Saison régulière | Saison régulière          | Saison régulière |
| Type de statistique        | Record           | Adversaire                | Date             |
| -------------------------- | ---------------- | ------------------------- | ---------------- |
| Points                     | 20               | Pistons de Détroit        | 8 avril 2018     |
| Paniers marqués            | 7                | 2 fois                    | 2 fois           |
| Paniers tentés             | 12               | 2 fois                    | 2 fois           |
| Paniers à 3 points réussis | 4                | Pistons de Détroit        | 8 avril 2018     |
| Paniers à 3 points tentés  | 7                | Pistons de Détroit        | 8 avril 2018     |
| Lancers francs réussis     | 6                | @ Thunder d'Oklahoma City | 11 avril 2018    |
| Lancers francs tentés      | 6                | @ Thunder d'Oklahoma City | 11 avril 2018    |
| Rebonds offensifs          | 3                | @ Mavericks de Dallas     | 10 mars 2018     |
| Rebonds défensifs          | 4                | @ Suns de Phoenix         | 26 décembre 2017 |
| Rebonds totaux             | 5                | 2 fois                    | 2 fois           |
| Passes décisives           | 7                | Pistons de Détroit        | 8 avril 2018     |
| Interceptions              | 3                | 2 fois                    | 2 fois           |
| Contres                    | 1                | 5 fois                    | 5 fois           |
| Balles perdues             | 4                | Trail Blazers de Portland | 28 mars 2018     |
| Minutes jouées             | 36               | @ Mavericks de Dallas     | 10 mars 2018     |

- Double-double : 0
- Triple-double : 0

Dernière mise à jour : 7 janvier 2021